# Hovsepavan
Hovsepavan, (in armeno Հովսեփավան?), conosciuta anche come Berkadzor (in armeno Բերքաձոր?, in azero Armenabad), è una piccola comunità rurale del distretto di Xocalı in Azerbaigian, facente parte fino al 2023 della regione di Askeran nella repubblica di Artsakh (fino al 2017 denominata repubblica del Nagorno Karabakh).
Conta poco meno di duecento abitanti e sorge lungo la strada che collega la capitale Step'anakert ad Askeran, nei pressi dell'aeroporto.